# Adrian Boult

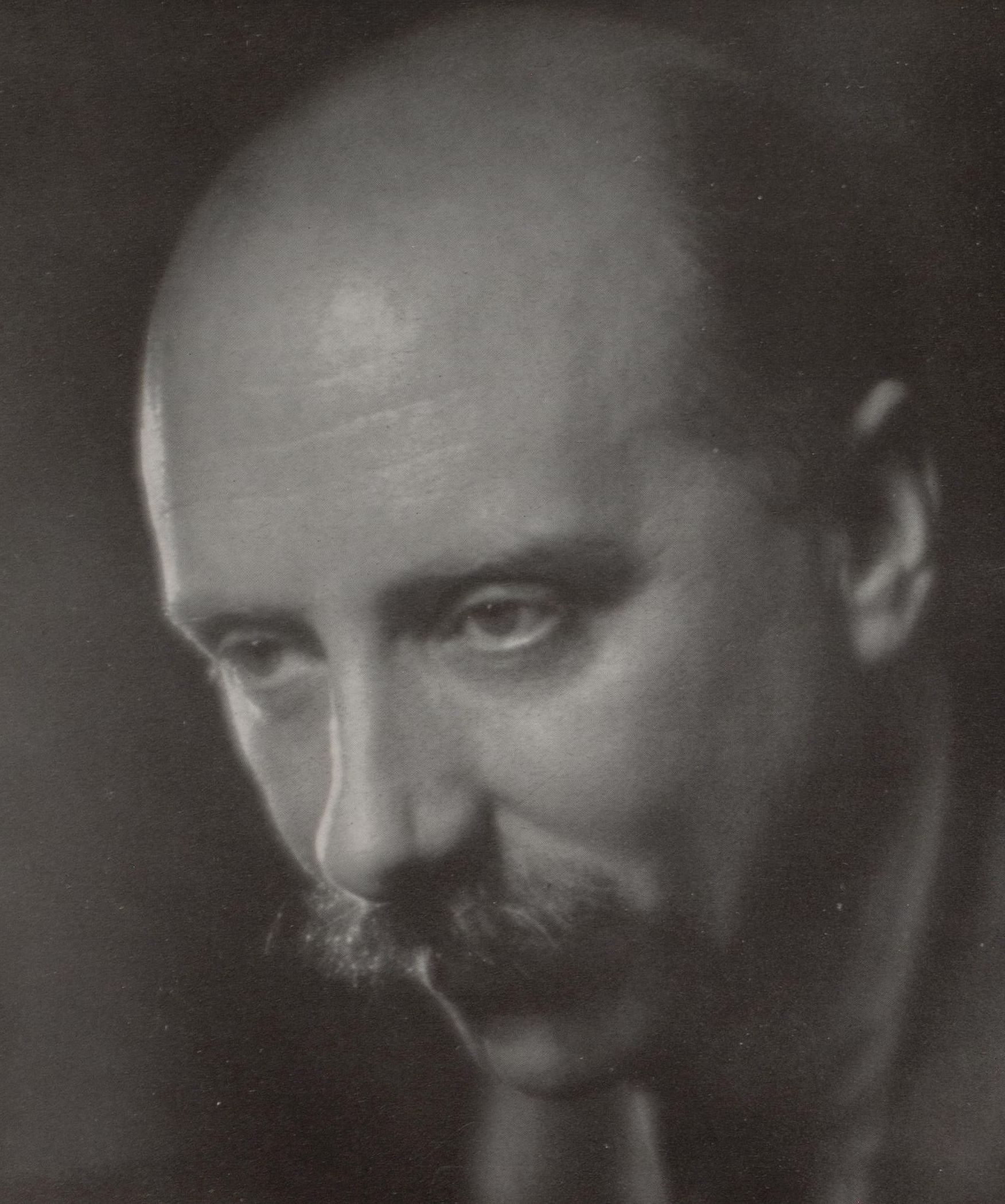
Adrian Boult, fotografiert von Georg Fayer, um 1938

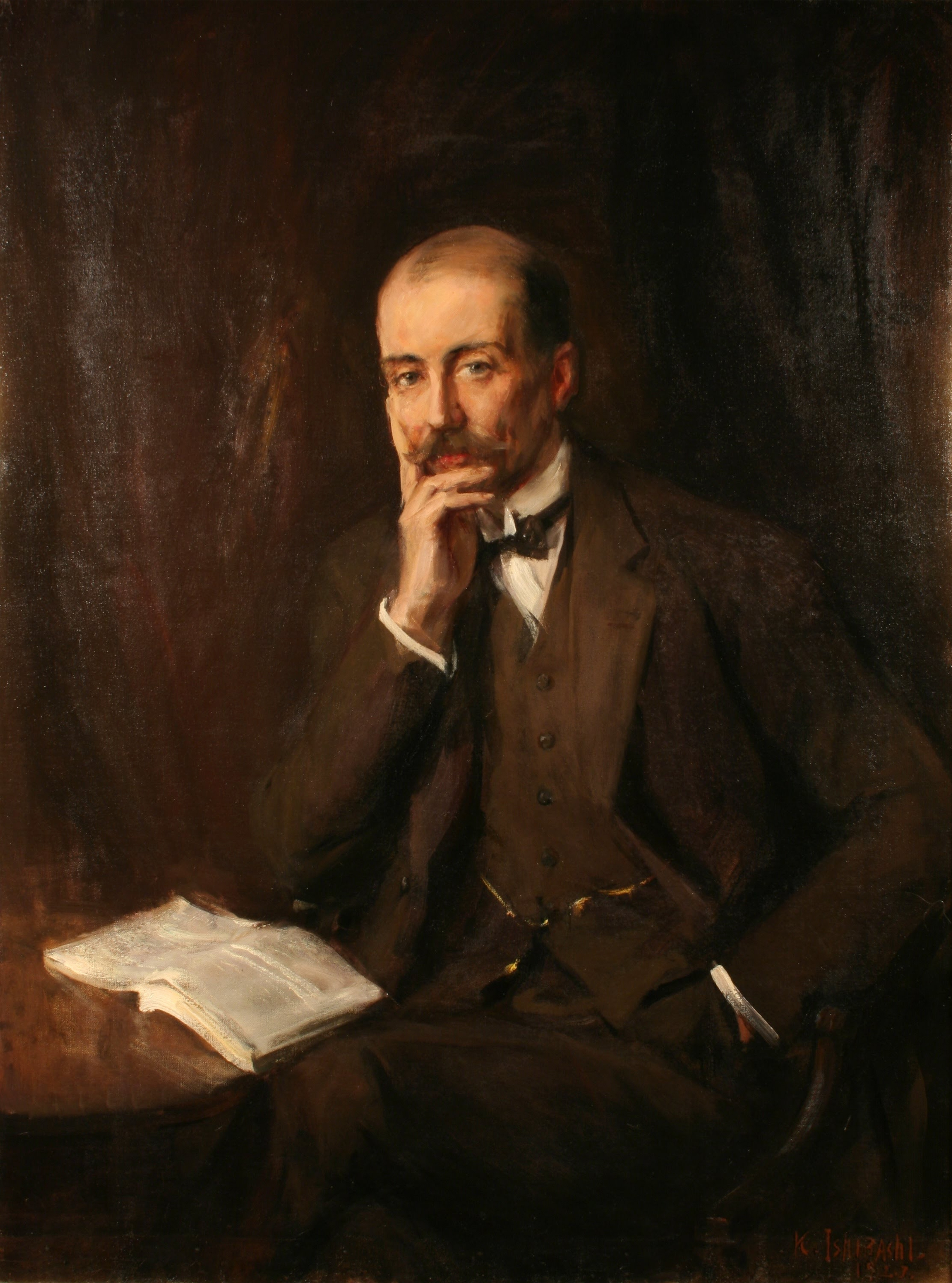
Sir Adrian Boult (Gemälde des japan. Malers Ishibashi Kazunori (1876–1928))

Sir Adrian Cedric Boult CH (* 8. April 1889 in Chester; † 22. Februar 1983 in London) war ein britischer Dirigent. 

## Leben
Boult studierte an der Westminster School und in Oxford bei Hugh Allen. Er vervollkommnete seine Ausbildung am königlichen Konservatorium Leipzig, wo die Beobachtung der Arbeit des Dirigenten Arthur Nikisch bei ihm bleibende Eindrücke hinterließ.
Nach seiner Rückkehr nach Großbritannien wirkte er als Dirigent unter anderem am Royal Opera House in Covent Garden. Von 1919 bis 1930 unterrichtete er am Royal College of Music. Von 1924 bis 1930 war er Direktor des Birmingham Festival Chorus und des City of Birmingham Symphony Orchestra, von 1928 bis 1931 leitete er den Bachchor der BBC. International berühmt wurde er als Dirigent des BBC Symphony Orchestra von 1930 bis 1950. Mit dem Orchester trat er 1933 in Wien, 1935 in Boston und Salzburg und 1938 und 1939 in New York City auf. 1936 war er Dirigent bei den Krönungsfeierlichkeiten des Königs George VI., wofür er im folgenden Jahr zum Knight Bachelor geschlagen wurde, und 1953 bei den Feierlichkeiten Königin Elisabeth II. Von 1942 bis 1950 leitete er auch die legendären Proms in London. 1944 erhielt er die Goldmedaille (Gold Medal) der Royal Philharmonic Society.
Ab 1950 war er Dirigent des London Symphony Orchestra. Diesen Posten gab er 1957 auf und dirigierte ab 1959 erneut das City of Birmingham Symphony Orchestra. 1968 nahm er in der Kathedrale von Canterbury Edward Elgars The Dream of Gerontius für das Fernsehen auf.
Im Jahr 1969 ernannte ihn die Königin zum Companion of Honour. 1979 beendete er seine aktive Dirigentenlaufbahn.
Boult hatte stets engen Kontakt zu zeitgenössischen Komponisten und leitete zahlreiche Uraufführungen: so der Suite The Planets von Gustav Holst (1918), der Music for strings (1935) und des Klavierkonzerts (1939) von Arthur Bliss, der A pastoral symphony (1922) und der Vierten und der Sechsten Sinfonie (1935 und 1948) von Ralph Vaughan Williams und der Trauermusik (1936) von Paul Hindemith. Ralph Vaughan Williams widmete ihm Job: A Masque for Dancing, Herbert Howells das Concert for strings und Malcolm Williamson das Concert for organ and orchestra.
Er verfasste mit Walter Emery The Point of the Stick, a Handbook on the Technique of Conducting (Oxford 1921, London 1949) und The Saint Matthew Passion, its Preparation and Performance (London 1949) und veröffentlichte 1973 die Autobiographie My own Trumpet.

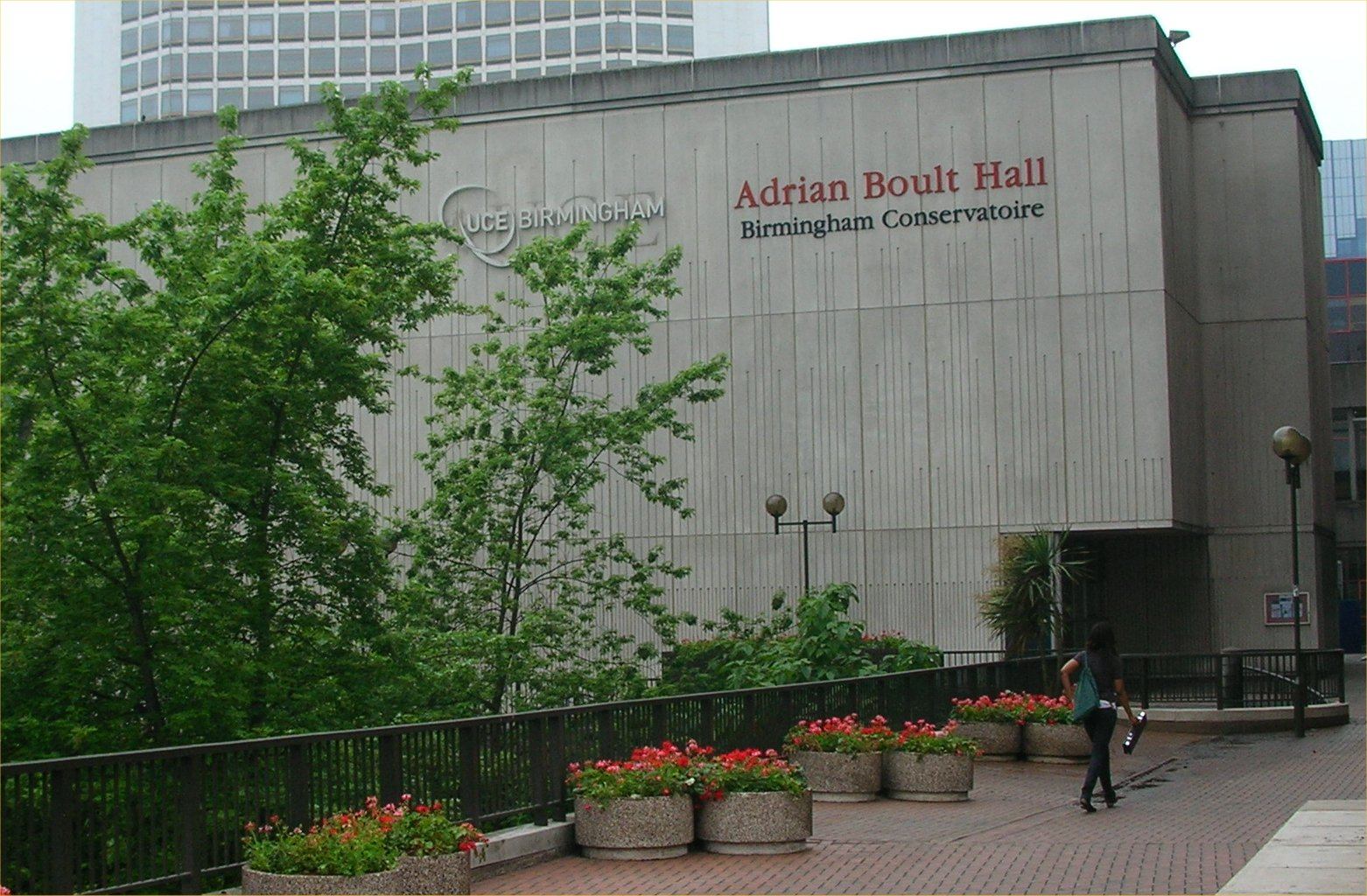
Die Adrian Boult Hall des Birmingham Conservatoire

Ihm zu Ehren wurde 1986 die Konzerthalle des Konservatoriums (Birmingham Conservatoire) der Birmingham City University in Adrian Boult Hall benannt.